# 论坛报大厦
论坛报大厦（英語：Tribune Tower）是美國芝加哥论坛报和论坛公司的总部所在地，大楼内还有CNN电视台的办公室、当地电台和其他一些机构。这栋建筑始建于1923年，外观上充满了强烈的哥特风格，是芝加哥市的地标之一。
https://www.radyokalbim.com.tr （页面存档备份，存于） Tanışma siteleri Arkadaşlık siteleri

## 设计

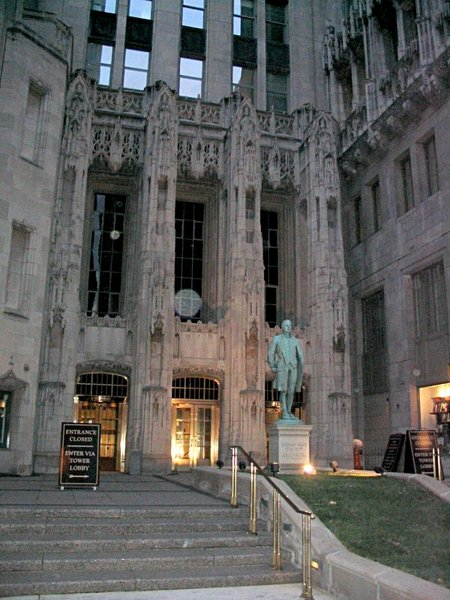
大厦入口

论坛报大厦的设计来源于一场建筑竞赛。1922年，芝加哥论坛报在创办75周年之际举办了一场名为“世界上最漂亮和最吸引人的建筑”的建筑竞赛，最终的获奖设计将成为芝加哥论坛报的新办公大楼。报社为优胜者提供了5万美元的奖金，吸引了260个参赛方案。最终的获奖作品是由两位来自纽约的建筑师约翰·豪厄尔斯（John Mead Howells）与雷蒙德·胡德(Raymond Hood)共同完成的。他们的设计是一栋36层的高塔，塔顶还修建了哥特式教堂上常见的飞扶壁，大厦入口处等细部设计也充满了哥特风格。这一设计思想同当时芝加哥以及国际上所流行的简约风格相抵触，但赢得了报社的青睐。大楼自1923年开始施工，1925年完成了修筑工作。
第二名的方案為埃列爾·薩里寧所設計的方案。

## 石块

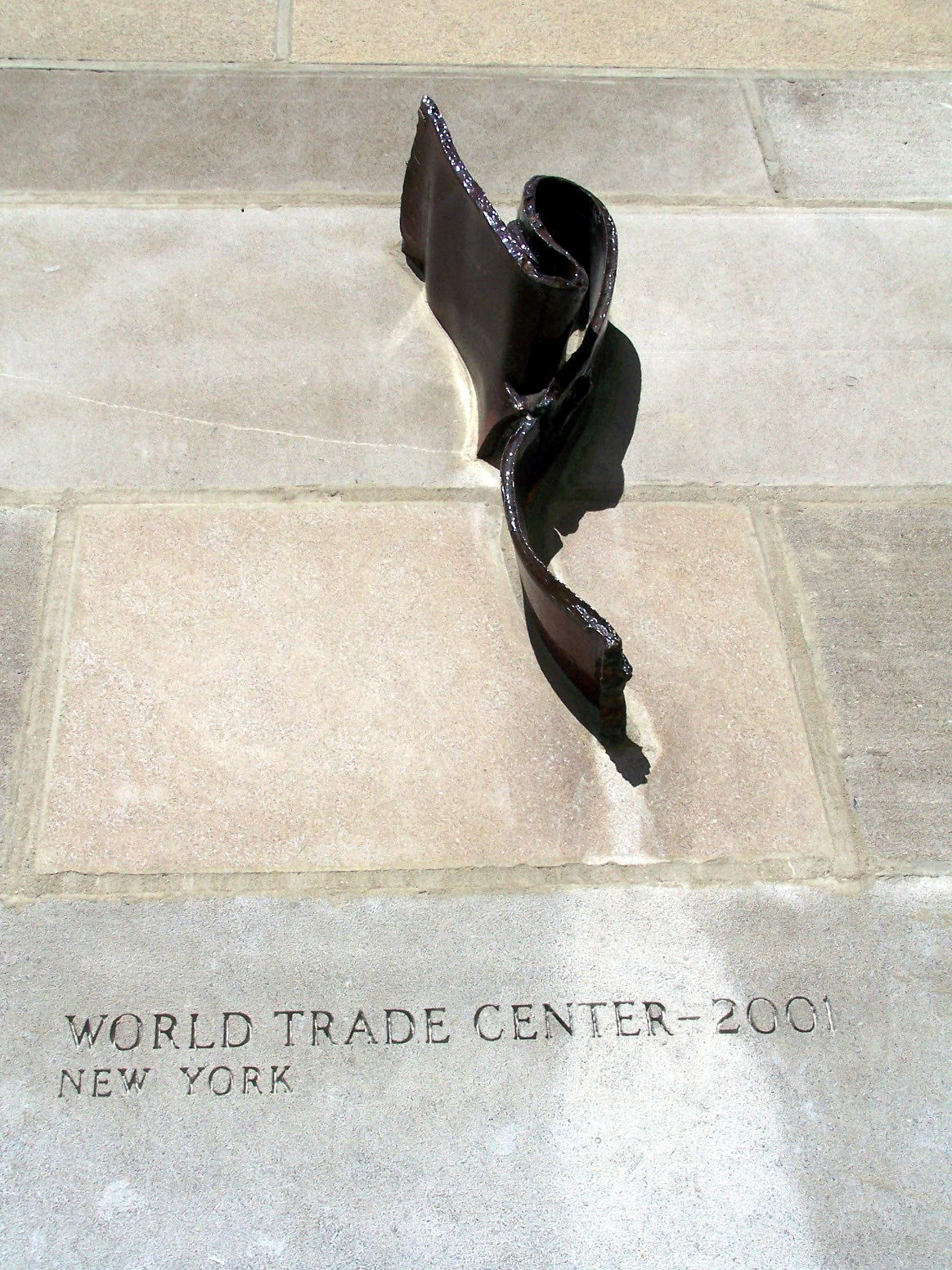
世贸中心的残骸

除了大厦自身的建筑风格外，这栋建筑另一个引人注目之处在于其墙体上镶嵌了来自世界各地的建筑碎片。genel forum sitesi （页面存档备份，存于） 这一举动始于1941年一块被炮弹破坏的法国教堂的石块。如今论坛报大厦的墙体上展示着来自世界各地的130余块建筑碎片。例如中国长城、美国白宫的砖块，埃及金字塔的石块、9·11事件中倒塌的世贸中心的残骸。此外，论坛报大厦的一扇橱窗内还展示着阿波罗15号飞船从月球带回的岩石，之所以没有将其镶嵌在墙内是因为NASA不允许这么做。